# Campeonato de Primera B Nacional 2008-09
El Campeonato de Primera B Nacional 2008-09, denominado por motivos de patrocinio Primera B Nacional Efectivo Sí 2008-09, comenzó el 9 de agosto de 2008 y finalizó el 20 de junio de 2009. Atlético Tucumán se consagró campeón a falta de una fecha para el cierre, y junto con Chacarita Juniors ascendió a la Primera División. Por otro lado, Talleres (Córdoba) y Almagro descendieron de categoría directamente, a los que se sumó Los Andes, que perdió la promoción con Deportivo Merlo.

## Ascensos y descensos
| Torneo      | Descendidos de la B Nacional 2007-08 |
| ----------- | ------------------------------------ |
| Primera B   | Almirante Brown                      |
| Primera B   | Nueva Chicago                        |
| Argentino A | Ben Hur                              |

| Torneo      | Ascendidos a la B Nacional 2008-09 |
| ----------- | ---------------------------------- |
| Primera B   | All Boys                           |
| Primera B   | Los Andes                          |
| Argentino A | Atlético Tucumán                   |

| Pos. | Ascendidos a la Primera División 2008-09 |
| ---- | ---------------------------------------- |
| 1.º  | San Martín (T)                           |
| 2.º  | Godoy Cruz                               |

| Prom. | Descendidos de la Primera División 2007-08 |
| ----- | ------------------------------------------ |
| 19.º  | Olimpo                                     |
| 20.º  | San Martín (SJ)                            |

## Equipos participantes
| Equipo                  | Ciudad                | Estadio                           | Capacidad |
| ----------------------- | --------------------- | --------------------------------- | --------- |
| Aldosivi                | Mar del Plata         | José María Minella                | 35 300    |
| Almagro                 | José Ingenieros       | Tres de Febrero                   | 19 000    |
| All Boys                | Buenos Aires          | Islas Malvinas                    | 21 500    |
| Atlético de Rafaela     | Rafaela               | Nuevo Monumental                  | 20 000    |
| Atlético Tucumán        | San Miguel de Tucumán | Monumental José Fierro            | 32 700    |
| Belgrano                | Córdoba               | Gigante de Alberdi                | 28 000    |
| CAI                     | Comodoro Rivadavia    | Municipal de Comodoro Rivadavia   | 12 000    |
| Chacarita Juniors       | Villa Maipú           | Arquitecto Ricardo Etcheverri (*) | 24 858    |
| Defensa y Justicia      | Gobernador Costa      | Norberto Tomaghello               | 10 000    |
| Ferro Carril Oeste      | Buenos Aires          | Arquitecto Ricardo Etcheverri     | 24 858    |
| Independiente Rivadavia | Mendoza               | Bautista Gargantini               | 18 000    |
| Instituto               | Córdoba               | Juan Domingo Perón                | 26 535    |
| Los Andes               | Lomas de Zamora       | Eduardo Gallardón                 | 36 500    |
| Olimpo                  | Bahía Blanca          | Roberto Natalio Carminatti        | 17 000    |
| Platense                | Florida               | Ciudad de Vicente López           | 31 000    |
| Quilmes                 | Quilmes               | Centenario                        | 30 200    |
| San Martín              | San Juan              | Ingeniero Hilario Sánchez         | 18 000    |
| Talleres                | Córdoba               | Boutique de Barrio Jardín         | 15 000    |
| Tiro Federal            | Rosario               | Fortín de Ludueña                 | 18 000    |
| Unión                   | Santa Fe              | 15 de Abril                       | 25 000    |

- Propiedad de Ferro Carril Oeste.

### Distribución geográfica
| Región                                   | Cant. | Equipos                                                                       |
| ---------------------------------------- | ----- | ----------------------------------------------------------------------------- |
| conurbano bonaerense                     | 6     | Almagro, Chacarita Juniors, Defensa y Justicia, Los Andes, Platense y Quilmes |
| Provincia de Córdoba                     | 3     | Belgrano, Instituto y Talleres                                                |
| Provincia de Santa Fe                    | 3     | Atlético de Rafaela, Tiro Federal y Unión                                     |
| Ciudad de Buenos Aires                   | 2     | All Boys y Ferro Carril Oeste                                                 |
| Interior de la provincia de Buenos Aires | 2     | Aldosivi y Olimpo                                                             |
| Provincia del Chubut                     | 1     | CAI                                                                           |
| Provincia de Mendoza                     | 1     | Independiente Rivadavia                                                       |
| Provincia de San Juan                    | 1     | San Martín                                                                    |
| Provincia de Tucumán                     | 1     | Atlético Tucumán                                                              |

## Formato

### Competición
Se disputó un torneo todos contra todos a dos ruedas, local y visitante, de 38 fechas. Se otorgaban 3 puntos por partido ganado y 1 punto por partido empatado.

### Ascenso
El equipo que obtuvo más puntos se consagró campeón y junto con el 2.º clasificado ascendieron a la Primera División. Los equipos ubicados en 3.º y 4.º lugar disputaron la promoción para ascender contra el 18.º y 17.º de la Primera División, respectivamente, de acuerdo a la tabla de promedios de esa categoría.

### Descenso
Se decidió mediante una tabla de promedios de puntos obtenidos de las últimas 3 temporadas. Los dos últimos de la tabla descendieron a su categoría de origen: los directamente afiliados a la AFA, a la Primera B y los indirectamente afiliados, al Torneo Argentino A.
También se jugaron dos promociones: el equipo directamente afiliado y el indirectamente afiliado peor ubicados disputaron una promoción con un equipo de su respectiva pertenencia.

## Tabla de posiciones final
| Pos  | Equipo                  | Pts | PJ | PG | PE | PP | GF | GC | DIF |
| ---- | ----------------------- | --- | -- | -- | -- | -- | -- | -- | --- |
| 1.º  | Atlético Tucumán        | 74  | 38 | 21 | 11 | 6  | 59 | 29 | 30  |
| 2.º  | Chacarita Juniors       | 72  | 38 | 20 | 12 | 6  | 58 | 30 | 28  |
| 3.º  | Atlético de Rafaela     | 62  | 38 | 17 | 11 | 10 | 47 | 39 | 8   |
| 4.º  | Belgrano                | 62  | 38 | 17 | 11 | 10 | 36 | 29 | 7   |
| 5.º  | Instituto               | 59  | 38 | 17 | 8  | 13 | 50 | 43 | 7   |
| 6.º  | Aldosivi                | 57  | 38 | 16 | 9  | 13 | 32 | 33 | -1  |
| 7.º  | Ferro Carril Oeste      | 52  | 38 | 15 | 7  | 16 | 52 | 48 | 4   |
| 8.º  | Quilmes                 | 51  | 38 | 13 | 12 | 13 | 39 | 41 | -2  |
| 9.º  | All Boys                | 50  | 38 | 13 | 11 | 14 | 46 | 46 | 0   |
| 10.º | Tiro Federal            | 50  | 38 | 11 | 17 | 10 | 45 | 46 | -1  |
| 11.º | Independiente Rivadavia | 50  | 38 | 13 | 11 | 14 | 46 | 48 | -2  |
| 12.º | Talleres (C)            | 50  | 38 | 13 | 11 | 14 | 49 | 54 | -5  |
| 13.º | San Martín (SJ)         | 49  | 38 | 12 | 13 | 13 | 46 | 41 | 5   |
| 14.º | Defensa y Justicia      | 49  | 38 | 11 | 16 | 11 | 47 | 47 | 0   |
| 15.º | Unión                   | 49  | 38 | 13 | 10 | 15 | 48 | 52 | -4  |
| 16.º | Los Andes               | 45  | 38 | 11 | 12 | 15 | 51 | 57 | -6  |
| 17.º | Olimpo                  | 40  | 38 | 10 | 10 | 18 | 39 | 59 | -20 |
| 18.º | Platense                | 37  | 38 | 9  | 10 | 19 | 37 | 51 | -14 |
| 19.º | CAI                     | 36  | 38 | 8  | 12 | 18 | 35 | 45 | -10 |
| 20.º | Almagro                 | 32  | 38 | 6  | 14 | 18 | 36 | 60 | -24 |

|  | Campeón. Ascendió a Primera División                           |
|  | Subcampeón. Ascendió a Primera División                        |
|  | Participaron de la promoción por el ascenso a Primera División |

## Tabla de descenso
| Pos | Equipo                  | 2006-07 | 2007-08 | 2008-09 | Total | PJ  | Promedio |
| --- | ----------------------- | ------- | ------- | ------- | ----- | --- | -------- |
| 1º  | Atlético Tucumán        | -       | -       | 74      | 74    | 38  | 1,947    |
| 2º  | Chacarita Juniors       | 61      | 56      | 72      | 189   | 114 | 1,657    |
| 3º  | Atlético de Rafaela     | 68      | 53      | 62      | 183   | 114 | 1,605    |
| 4º  | Belgrano                | -       | 56      | 62      | 118   | 76  | 1,552    |
| 5º  | Olimpo                  | 78      | -       | 40      | 118   | 76  | 1,552    |
| 6º  | San Martín (SJ)         | 69      | -       | 49      | 118   | 76  | 1,552    |
| 7º  | Unión                   | 57      | 56      | 49      | 162   | 114 | 1,421    |
| 8º  | Quilmes                 | -       | 55      | 51      | 106   | 76  | 1,394    |
| 9º  | Aldosivi                | 45      | 48      | 57      | 150   | 114 | 1,315    |
| 10º | All Boys                | -       | -       | 50      | 50    | 38  | 1,315    |
| 11º | Defensa y Justicia      | 57      | 43      | 49      | 149   | 114 | 1,307    |
| 12º | Independiente Rivadavia | -       | 47      | 50      | 97    | 76  | 1,276    |
| 13º | Instituto               | 43      | 43      | 59      | 145   | 114 | 1,271    |
| 14º | Tiro Federal            | 39      | 54      | 50      | 143   | 114 | 1,254    |
| 15º | Ferro Carril Oeste      | 39      | 51      | 52      | 142   | 114 | 1,245    |
| 16º | Platense                | 61      | 41      | 37      | 139   | 114 | 1,219    |
| 17º | Los Andes               | -       | -       | 45      | 45    | 38  | 1,184    |
| 18º | CAI                     | 45      | 51      | 36      | 132   | 114 | 1,157    |
| 19º | Almagro                 | 49      | 43      | 32      | 124   | 114 | 1,087    |
| 20º | Talleres (C)            | 26      | 46      | 50      | 122   | 114 | 1,070    |

|  | Disputaron la promoción contra equipos de la Primera B y del Argentino A, respectivamente. |
|  | Descendieron a Argentino A y a la Primera B, respectivamente.                              |

## Resultados
| Fecha 1         | Fecha 1   | Fecha 1          |
| Equipo Local    | Resultado | Equipo Visitante |
| --------------- | --------- | ---------------- |
| Unión           | 0 - 1     | Belgrano (Cba    |
| A. Rafaela      | 2 - 0     | Chacarita        |
| Tiro Federal    | 1 - 1     | Independiente M. |
| All Boys        | 1 - 2     | Instituto        |
| Def. y Justicia | 2 - 0     | Los Andes        |
| Almagro         | 1 - 1     | C.A.I.           |
| Platense        | 0 - 0     | Quilmes          |
| Olimpo          | 0 - 0     | Ferro            |
| Talleres (Cba)  | 0 - 2     | Aldosivi         |
| San Martín (SJ) | 1 - 0     | Atlético Tucumán |

| Fecha 2          | Fecha 2   | Fecha 2          |
| Equipo Local     | Resultado | Equipo Visitante |
| ---------------- | --------- | ---------------- |
| Chacarita        | 4 - 0     | Tiro Federal     |
| Los Andes        | 0 - 0     | All Boys         |
| Aldosivi         | 1 - 0     | Olimpo           |
| Quilmes          | 0 - 0     | San Martín (SJ)  |
| Instituto        | 0 - 1     | Belgrano (Cba)   |
| Ferro            | 2 - 1     | Platense         |
| Talleres (Cba)   | 2 - 1     | Unión            |
| C.A.I.           | 1 - 1     | A. Rafaela       |
| Independiente M. | 3 - 3     | Def. y Justicia  |
| Atlético Tucumán | 3 - 1     | Almagro          |

| Fecha 3         | Fecha 3   | Fecha 3          |
| Equipo Local    | Resultado | Equipo Visitante |
| --------------- | --------- | ---------------- |
| Belgrano (Cba)  | 4 - 0     | Los Andes        |
| Def. y Justicia | 0 - 0     | Chacarita        |
| Tiro Federal    | 1 - 0     | C.A.I.           |
| Almagro         | 1 - 1     | Quilmes          |
| Platense        | 1 - 1     | Aldosivi         |
| All Boys        | 1 - 1     | Independiente M. |
| A. Rafaela      | 2 - 0     | Atlético Tucumán |
| Unión           | 1 - 1     | Instituto        |
| San Martín (SJ) | 3 - 0     | Ferro            |
| Olimpo          | 0 - 2     | Talleres (Cba)   |

| Fecha 4          | Fecha 4   | Fecha 4          |
| Equipo Local     | Resultado | Equipo Visitante |
| ---------------- | --------- | ---------------- |
| Atlético Tucumán | 2 - 1     | Tiro Federal     |
| Chacarita        | 2 - 1     | All Boys         |
| Olimpo           | 0 - 3     | Unión            |
| Ferro            | 1 - 0     | Almagro          |
| Los Andes        | 2 - 4     | Instituto        |
| Quilmes          | 1 - 2     | A. Rafaela       |
| Aldosivi         | 1 - 0     | San Martín (SJ)  |
| Talleres (Cba)   | 2 - 2     | Platense         |
| C.A.I.           | 0 - 1     | Def. y Justicia  |
| Independiente M. | 0 - 0     | Belgrano (Cba)   |

Fecha 5 | 06.09.2008
- Unión 3 | 2 Los Andes
- Almagro 0 | 1 Aldosivi
- A. Rafaela 1 | 0 Ferro
- All Boys 1 | 1 C.A.I.
- Def. y Justicia 1 | 0 Atlético Tucumán
- Platense 1 | 2 Olimpo
- Instituto 3 | 2 Independiente M.
- Tiro Federal 1 | 0 Quilmes
- San Martín (SJ) 1 | 1 Talleres (Cba)
- Belgrano (Cba) 0 | 1 Chacarita

Fecha 6 | 13.09.2008
- Independiente M. 1 | 0 Los Andes
- Platense 1 | 2 Unión
- Olimpo 1 | 0 San Martín (SJ)
- Ferro 2 | 0 Tiro Federal
- Quilmes 2 | 1 Def. y Justicia
- Atlético Tucumán 0 | 0 All Boys
- Aldosivi 0 | 1 A. Rafaela
- Chacarita 2 | 1 Instituto
- C.A.I. 0 | 0 Belgrano (Cba)
- Talleres (Cba) 3 | 2 Almagro

Fecha 7 | 20.09.2008
- Los Andes 1 | 3 Chacarita
- Unión 1 | 0 Independiente M.
- Def. y Justicia 3 | 2 Ferro
- Tiro Federal 2 | 3 Aldosivi
- Almagro 0 | 1 Olimpo
- Belgrano (Cba) 0 | 2 Atlético Tucumán
- All Boys 1 | 2 Quilmes
- Instituto 0 | 2 C.A.I.
- San Martín (SJ) 2 | 1 Platense
- A. Rafaela 0 | 2 Talleres (Cba)

Fecha 8 | 27.09.2008
- Aldosivi 0 | 0 Def. y Justicia
- San Martín (SJ) 1 | 0 Unión
- Platense 2 | 1 Almagro
- Olimpo 3 | 1 A. Rafaela
- Quilmes 0 | 2 Belgrano (Cba)
- Talleres (Cba) 3 | 3 Tiro Federal
- C.A.I. 3 | 0 Los Andes
- Atlético Tucumán 2 | 2 Instituto
- Ferro 2 | 3 All Boys
- Chacarita 0 | 0 Independiente M.

Fecha 9 | 04.10.2008
- Instituto 0 | 1 Quilmes
- Los Andes 1 | 1 Atlético Tucumán
- Belgrano (Cba) 1 | 0 Ferro
- All Boys 0 | 1 Aldosivi
- Def. y Justicia 2 | 2 Talleres (Cba)
- Tiro Federal 2 | 3 Olimpo
- Almagro 0 | 2 San Martín (SJ)
- Unión 2 | 2 Chacarita
- Independiente M. 1 | 0 C.A.I.
- A. Rafaela 2 | 0 Platense -

Fecha 10 | 11.10.2008
- Talleres (Cba) 1 | 0 All Boys
- Quilmes 1 | 0 Los Andes
- Almagro 3 | 1 Unión
- Platense 0 | 1 Tiro Federal
- Olimpo 5 | 2 Def. y Justicia
- Aldosivi 1 | 1 Belgrano (Cba)
- Ferro 1 | 1 Instituto
- C.A.I. 0 | 0 Chacarita
- Atlético Tucumán 1 | 1 Independiente M.
- San Martín (SJ) 2 | 0 A. Rafaela

Fecha 11 | 18.10.2008
- Independiente M. 2 | 1 Quilmes
- Instituto 2 | 0 Aldosivi
- Los Andes 3 | 2 Ferro
- All Boys 1 | 1 Olimpo
- Def. y Justicia 3 | 0 Platense
- Tiro Federal 2 | 2 San Martín (SJ)
- Belgrano (Cba) 1 | 1 Talleres (Cba)
- Unión 1 | 0 C.A.I.
- A. Rafaela 0 | 0 Almagro
- Chacarita 1 | 1 Atlético Tucumán

Fecha 12 | 25.10.2008
- Aldosivi 0 | 2 Los Andes
- San Martín (SJ) 0 | 0 Def. y Justicia
- Quilmes 1 | 1 Chacarita
- Almagro 1 | 1 Tiro Federal
- Platense 0 | 1 All Boys
- Olimpo 0 | 0 Belgrano (Cba)
- Ferro 1 | 0 Independiente M.
- Atlético Tucumán 2 | 3 C.A.I.
- A. Rafaela 1 | 2 Unión
- Talleres (Cba) 0 | 2 Instituto

Fecha 13 | 01.11.2008
- Los Andes 1 | 2 Talleres (Cba)
- All Boys 0 | 2 San Martín (SJ)
- Chacarita 2 | 4 Ferro
- Def. y Justicia 3 | 2 Almagro
- Tiro Federal 1 | 2 A. Rafaela
- Independiente M. 2 | 0 Aldosivi
- Instituto 2 | 1 Olimpo
- C.A.I. 2 | 3 Quilmes
- Unión 2 | 3 Atlético Tucumán
- Belgrano (Cba) 2 | 1 Platense

Fecha 14 | 08.11.2008
- A. Rafaela 3 | 2 Def. y Justicia
- Aldosivi 0 | 0 Chacarita
- Quilmes 1 | 2 Atlético Tucumán
- Tiro Federal 3 | 1 Unión
- Almagro 1 | 2 All Boys
- Platense 0 | 2 Instituto
- Olimpo 1 | 1 Los Andes
- Talleres (Cba) 3 | 2 Independiente M.
- San Martín (SJ) 0 | 1 Belgrano (Cba)
- Ferro 1 | 1 C.A.I.

Fecha 15 | 15.11.2008
- Chacarita 3 | 2 Talleres (Cba)
- Instituto 2 | 2 San Martín (SJ)
- Independiente M. 1 | 0 Olimpo
- Los Andes 1 | 0 Platense
- All Boys 0 | 0 A. Rafaela
- Def. y Justicia 1 | 1 Tiro Federal
- Belgrano (Cba) 1 | 0 Almagro
- C.A.I. 2 | 0 Aldosivi
- Atlético Tucumán 2 | 1 Ferro
- Unión 0 | 0 Quilmes

Fecha 16 | 22.11.2008
- Olimpo 0 | 2 Chacarita
- A. Rafaela 3 | 0 Belgrano (Cba)
- San Martín (SJ) 2 | 2 Los Andes
- Def. y Justicia 2 | 2 Unión
- Platense 2 | 1 Independiente M.
- Ferro 0 | 4 Quilmes
- Tiro Federal 2 | 2 All Boys
- Talleres (Cba) 1 | 0 C.A.I.
- Almagro 3 | 2 Instituto
- Aldosivi 1 | 1 Atlético Tucumán

Fecha 17 | 29.11.2008
- Belgrano (Cba) 0 | 2 Tiro Federal
- Unión 3 | 0 Ferro
- Independiente M. 2 | 1 San Martín (SJ)
- Quilmes 0 | 0 Aldosivi
- Chacarita 2 | 0 Platense
- Los Andes 2 | 2 Almagro
- All Boys 1 | 1 Def. y Justicia
- C.A.I. 0 | 2 Olimpo
- Instituto 2 | 0 A. Rafaela
- Atlético Tucumán 3 | 0 Talleres (Cba)

Fecha 18 | 06.12.2008
- A. Rafaela 3 | 3 Los Andes
- Def. y Justicia 1 | 3 Belgrano (Cba)
- All Boys 3 | 1 Unión
- Olimpo 0 | 0 Atlético Tucumán
- Aldosivi 1 | 0 Ferro
- Tiro Federal 2 | 0 Instituto
- Platense 1 | 1 C.A.I.
- Almagro 3 | 0 Independiente M.
- San Martín (SJ) 1 | 3 Chacarita
- Talleres (Cba) 3 | 0 Quilmes

Fecha 19 | 13.12.2008
- Independiente M. 2 | 0 A. Rafaela
- Chacarita 4 | 0 Almagro
- Unión 0 | 1 Aldosivi
- Instituto 2 | 1 Def. y Justicia
- Atlético Tucumán 3 | 0 Platense
- Ferro 3 | 1 Talleres (Cba)
- Quilmes 2 | 0 Olimpo
- Los Andes 1 | 1 Tiro Federal
- Belgrano (Cba) 0 | 1 All Boys
- C.A.I. 1 | 1 San Martín (SJ)

Fecha 20 | 14.02.2009
- Belgrano (Cba) 0 | 0 Unión
- Instituto 1 | 2 All Boys
- Los Andes 3 | 2 Def. y Justicia
- Independiente M. 0 | 0 Tiro Federal
- Chacarita 3 | 0 A. Rafaela
- C.A.I. 0 | 0 Almagro
- Atlético Tucumán 3 | 1 San Martín (SJ)
- Quilmes 1 | 0 Platense
- Ferro 2 | 0 Olimpo
- Aldosivi 2 | 1 Talleres (Cba)

Fecha 21 | 21.02.2009
- Unión 3 | 0 Talleres (Cba)
- Olimpo 0 | 2 Aldosivi
- Platense 2 | 2 Ferro
- San Martín (SJ) 2 | 0 Quilmes
- Almagro 2 | 1 Atlético Tucumán
- A. Rafaela 2 | 1 C.A.I.
- Tiro Federal 2 | 2 Chacarita
- Def. y Justicia 3 | 0 Independiente M.
- All Boys 3 | 1 Los Andes
- Belgrano (Cba) 1 | 0 Instituto

Fecha 22 | 28.02.2009
- Instituto 2 | 0 Unión
- Los Andes 2 | 2 Belgrano (Cba)
- Independiente M. 3 | 2 All Boys
- Chacarita 1 | 1 Def. y Justicia
- C.A.I. 1 | 1 Tiro Federal
- Atlético Tucumán 0 | 0 A. Rafaela
- Quilmes 1 | 1 Almagro
- Ferro 2 | 1 San Martín (SJ)
- Aldosivi 1 | 0 Platense
- Talleres (Cba) 3 | 2 Olimpo

Fecha 23 | 07.03.2009
- Unión 2 | 1 Olimpo
- Platense 0 | 0 Talleres (Cba)
- San Martín (SJ) 1 | 2 Aldosivi
- Almagro 1 | 1 Ferro
- A. Rafaela 3 | 1 Quilmes
- Tiro Federal 1 | 1 Atlético Tucumán
- Def. y Justicia 2 | 1 C.A.I.
- All Boys 2 | 3 Chacarita
- Belgrano (Cba) 0 | 3 Independiente M.
- Instituto 3 | 1 Los Andes

Fecha 24 | 14.03.2009
- Los Andes 2 | 1 Unión
- Independiente M. 0 | 1 Instituto
- Chacarita 1 | 1 Belgrano (Cba)
- C.A.I. 3 | 1 All Boys
- Atlético Tucumán 1 | 1 Def. y Justicia
- Quilmes 1 | 0 Tiro Federal
- Ferro 5 | 0 A. Rafaela
- Aldosivi 5 | 0 Almagro
- Talleres (Cba) 1 | 2 San Martín (SJ)
- Olimpo 2 | 2 Platense

Fecha 25 | 21.03.2009
- Unión 2 | 1 Platense
- San Martín (SJ) 5 | 1 Olimpo
- Almagro 2 | 1 Talleres (Cba)
- A. Rafaela 0 | 0 Aldosivi
- Tiro Federal 0 | 1 Ferro
- Def. y Justicia 0 | 0 Quilmes
- All Boys 0 | 1 Atlético Tucumán
- Belgrano (Cba) 1 | 0 C.A.I.
- Instituto 1 | 0 Chacarita
- Los Andes 1 | 1 Independiente M.

Fecha 26 | 28.03.2009
- Independiente M. 2 | 0 Unión
- Chacarita 1 | 0 Los Andes
- C.A.I. 2 | 0 Instituto
- Atlético Tucumán 3 | 1 Belgrano (Cba)
- Quilmes 2 | 0 All Boys
- Ferro 0 | 0 Def. y Justicia
- Aldosivi 0 | 2 Tiro Federal
- Talleres (Cba) 0 | 1 A. Rafaela
- Olimpo 1 | 1 Almagro
- Platense 1 | 0 San Martín (SJ)

Fecha 27 | 04.04.2009
- Unión 2 | 2 San Martín (SJ)
- Almagro 2 | 2 Platense
- A. Rafaela 5 | 0 Olimpo
- Tiro Federal 1 | 4 Talleres (Cba)
- Def. y Justicia 3 | 1 Aldosivi
- All Boys 1 | 0 Ferro
- Belgrano (Cba) 2 | 0 Quilmes
- Instituto 0 | 2 Atlético Tucumán
- Los Andes 4 | 0 C.A.I.
- Independiente M. 0 | 1 Chacarita

Fecha 28 | 11.04.2009
- Chacarita 4 | 2 Unión
- C.A.I. 4 | 1 Independiente M.
- Atlético Tucumán 1 | 0 Los Andes
- Quilmes 2 | 4 Instituto
- Ferro 1 | 2 Belgrano (Cba)
- Aldosivi 1 | 0 All Boys
- Talleres (Cba) 2 | 1 Def. y Justicia
- Olimpo 2 | 2 Tiro Federal
- Platense 1 | 1 A. Rafaela
- San Martín (SJ) 1 | 1 Almagro

Fecha 29 | 18.04.2009
- Unión 1 | 0 Almagro
- A. Rafaela 0 | 0 San Martín (SJ)
- Tiro Federal 1 | 1 Platense
- Def. y Justicia 1 | 1 Olimpo
- All Boys 1 | 1 Talleres (Cba)
- Belgrano (Cba) 1 | 0 Aldosivi
- Instituto 2 | 1 Ferro
- Los Andes 3 | 0 Quilmes
- Independiente M. 1 | 1 Atlético Tucumán
- Chacarita 3 | 0 C.A.I.

Fecha 30 | 25.04.2009
- C.A.I. 3 | 0 Unión
- Atlético Tucumán 1 | 0 Chacarita
- Quilmes 2 | 2 Independiente M.
- Ferro 1 | 1 Los Andes
- Aldosivi 1 | 1 Instituto
- Talleres (Cba) 0 | 0 Belgrano (Cba)
- Olimpo 2 | 3 All Boys
- Platense 4 | 1 Def. y Justicia
- San Martín (SJ) 0 | 1 Tiro Federal
- Almagro 0 | 3 A. Rafaela

Fecha 31 | 02.05.2009
- Unión 0 | 0 A. Rafaela
- Tiro Federal 2 | 0 Almagro
- Def. y Justicia 0 | 2 San Martín (SJ)
- All Boys 2 | 1 Platense
- Belgrano (Cba) 1 | 0 Olimpo
- Instituto 1 | 0 Talleres (Cba)
- Los Andes 1 | 0 Aldosivi
- Independiente M. 3 | 1 Ferro
- Chacarita 2 | 0 Quilmes
- C.A.I. 0 | 4 Atlético Tucumán

Fecha 32 | 09.05.2009
- Atlético Tucumán 1 | 0 Unión
- Quilmes 0 | 0 C.A.I.
- Ferro 2 | 0 Chacarita
- Aldosivi 0 | 0 Independiente M.
- Talleres (Cba) 1 | 2 Los Andes
- Olimpo 1 | 1 Instituto
- Platense 1 | 0 Belgrano (Cba)
- San Martín (SJ) 1 | 1 All Boys
- Almagro 0 | 0 Def. y Justicia
- A. Rafaela 1 | 1 Tiro Federal

Fecha 33 | 16.05.2009
- Unión 0 | 0 Tiro Federal
- Def. y Justicia 0 | 1 A. Rafaela
- All Boys 2 | 0 Almagro
- Belgrano (Cba) 2 | 0 San Martín (SJ)
- Instituto 1 | 0 Platense
- Los Andes 0 | 1 Olimpo
- Independiente M. 1 | 3 Talleres (Cba)
- Chacarita 0 | 1 Aldosivi
- C.A.I. 1 | 2 Ferro
- Atlético Tucumán 1 | 0 Quilmes

Fecha 34 | 23.05.2009
- Quilmes 2 | 2 Unión
- Ferro 0 | 1 Atlético Tucumán
- Aldosivi 1 | 0 C.A.I.
- Talleres (Cba) 0 | 0 Chacarita
- Olimpo 3 | 1 Independiente M.
- Platense 2 | 1 Los Andes
- San Martín (SJ) 1 | 1 Instituto
- Almagro 2 | 1 Belgrano (Cba)
- A. Rafaela 1 | 1 All Boys
- Tiro Federal 2 | 1 Def. y Justicia

Fecha 35 | 30.05.2009
- Unión 0 | 0 Def. y Justicia
- All Boys 2 | 0 Tiro Federal
- Belgrano (Cba) 2 | 1 A. Rafaela
- Instituto 0 | 0 Almagro
- Los Andes 2 | 1 San Martín (SJ)
- Independiente M. 1 | 2 Platense
- Chacarita 1 | 0 Olimpo
- C.A.I. 0 | 0 Talleres (Cba)
- Atlético Tucumán 1 | 0 Aldosivi
- Quilmes 1 | 0 Ferro

Fecha 36 | 06.06.2009
- Ferro 4 | 1 Unión
- Aldosivi 0 | 2 Quilmes
- Talleres (Cba) 0 | 4 Atlético Tucumán¹
- Olimpo 1 | 0 C.A.I.
- Platense 0 | 1 Chacarita
- San Martín (SJ) 0 | 2 Independiente M.
- Almagro 2 | 2 Los Andes
- A. Rafaela 2 | 0 Instituto
- Tiro Federal 0 | 0 Belgrano (Cba)
- Def. y Justicia 1 | 0 All Boys

¹ El partido fue suspendido en el ST por incidentes, con el resultado 4-1 para Atlético Tucumán. El Tribunal de Disciplina de la AFA decidió darlo por terminado con resultado 4-0. Nota La Voz del Interior (enlace roto disponible en Internet Archive; véase el historial, la primera versión y la última).
Fecha 37 | 13.06.2009
- Unión 3 | 2 All Boys
- Belgrano (Cba) 0 | 0 Def. y Justicia
- Instituto 1 | 2 Tiro Federal
- Los Andes 3 | 0 A. Rafaela
- Independiente M. 3 | 1 Almagro
- Chacarita 1 | 1 San Martín (SJ)
- C.A.I. 0 | 2 Platense
- Atlético Tucumán 3 | 1 Olimpo
- Quilmes 1 | 1 Talleres (Cba)
- Ferro 3 | 1 Aldosivi

Fecha 38 | 20.06.2009
- Aldosivi 0 | 3 Unión
- Talleres (Cba) 0 | 2 Ferro
- Olimpo 0 | 3 Quilmes
- Platense 2 | 1 Atlético Tucumán
- San Martín (SJ) 2 | 1 C.A.I.
- Almagro 0 | 2 Chacarita
- A. Rafaela 2 | 0 Independiente M.
- Tiro Federal 0 | 0 Los Andes
- Def. y Justicia 1 | 0 Instituto
- All Boys 2 | 1 Belgrano (Cba)

## Goleadores
| Jugador | Jugador               | Goles | Equipo                  |
| --- | --------------------- | ----- | ----------------------- |
| Argentina | Luis Miguel Rodríguez | 20    | Atlético Tucumán        |
| Argentina | Javier Toledo         | 18    | Chacarita               |
| Argentina | Luis Salmerón         | 18    | Talleres (Cba.)         |
| Argentina | Emmanuel Gigliotti    | 16    | All Boys                |
| Argentina | Juan José Morales     | 16    | Quilmes                 |
| Argentina | Matías Alustiza       | 14    | Chacarita               |
| Argentina | Javier Rossi          | 14    | Tiro Federal            |
| Argentina | Luis Tonelotto        | 12    | Independiente Rivadavia |
| Argentina | Claudio Guerra        | 12    | Unión (Sta. Fe)         |
| Actualizada el 20 de junio del 2009. * Lista de goleadores Archivado el 11 de febrero de 2009 en Wayback Machine. |                       |       |                         |

## Promociones

### Promoción Primera B Nacional - Primera División
| Fecha                                                      | Sede       | Equipo local    | Resultado | Equipo visitante |
| ---------------------------------------------------------- | ---------- | --------------- | --------- | ---------------- |
| 8 de julio                                                 | Avellaneda | Belgrano        | 0 - 1     | Rosario Central  |
| 12 de julio                                                | Rosario    | Rosario Central | 1 - 1     | Belgrano         |
| Rosario Central mantuvo la categoría con un global de 2-1. |            |                 |           |                  |

| Fecha                                                                                             | Sede     | Equipo local            | Resultado | Equipo visitante        |
| ------------------------------------------------------------------------------------------------- | -------- | ----------------------- | --------- | ----------------------- |
| 9 de julio                                                                                        | Rafaela  | Atlético de Rafaela     | 3 - 0     | Gimnasia y Esgrima (LP) |
| 12 de julio                                                                                       | La Plata | Gimnasia y Esgrima (LP) | 3 - 0     | Atlético de Rafaela     |
| Gimnasia y Esgrima (LP) mantuvo la categoría gracias a la ventaja deportiva con un global de 3-3. |          |                         |           |                         |

### Primera B Nacional - Primera B
| Fecha                                                                  | Sede            | Equipo local    | Resultado | Equipo visitante |
| ---------------------------------------------------------------------- | --------------- | --------------- | --------- | ---------------- |
| 25 de junio                                                            | Buenos Aires    | Deportivo Merlo | 1 - 0     | Los Andes        |
| 30 de junio                                                            | Lomas de Zamora | Los Andes       | 0 - 1     | Deportivo Merlo  |
| Deportivo Merlo ascendió a la Primera B Nacional con un global de 2-0. |                 |                 |           |                  |

### Primera B Nacional - Argentino A
| Fecha                                          | Sede               | Equipo local | Resultado | Equipo visitante |
| ---------------------------------------------- | ------------------ | ------------ | --------- | ---------------- |
| 25 de junio                                    | Paraná             | Patronato    | 0 - 2     | CAI              |
| 30 de junio                                    | Comodoro Rivadavia | CAI          | 3 - 1     | Patronato        |
| CAI mantuvo la categoría con un global de 5-1. |                    |              |           |                  |